# Unione Sportiva Catanzaro 1950-1951
Questa voce raccoglie le informazioni riguardanti l'Unione Sportiva Catanzaro nelle competizioni ufficiali della stagione 1950-1951.

## Rosa
| N. |                   | Ruolo | Calciatore           |
| -- | ----------------- | ----- | -------------------- |
|    | Italia (bandiera) | A     | Oreste Alò           |
|    | Italia (bandiera) | C     | Alessandro Codeluppi |
|    | Italia (bandiera) | C     | W. Gardelli          |
|    | Italia (bandiera) | A     | A. Geraci            |
|    | Italia (bandiera) | P     | Antonio Macrì        |
|    | Italia (bandiera) | C     | I. Paci              |
|    | Italia (bandiera) | A     | M. Pallaoro          |
|    | Italia (bandiera) | D     | Adelmo Santi         |

| N. |                   | Ruolo | Calciatore        |
| -- | ----------------- | ----- | ----------------- |
|    | Italia (bandiera) | P     | Guerino Siligardi |
|    | Italia (bandiera) | D     | Ottaviano Toso    |
|    | Italia (bandiera) | A     | R. Traversa       |
|    | Italia (bandiera) | C     | R. Valdirosa      |
|    | Italia (bandiera) | C     | A. Visentin       |
|    | Italia (bandiera) | C     | Luigi Ziletti     |
|    | Italia (bandiera) | A     | Duilio Zilli      |